# Осада Арфлёра
Осада Арфлёра — осада английскими войсками французского города Арфлёр с 18 августа по 22 сентября 1415 года во время Столетней войны, закончившийся падением города.

## Предыстория
Генрих V вторгся во Францию после провала переговоров с французами. Он требовал титул короля Франции, ссылаясь на права своего прадеда Эдуарда III, (хотя на практике английские короли были в целом готовы отказаться от этого требования, если бы французы признали английские претензии на Аквитанию и другие французские земли). Весной 1414 года король Англии созвал Большой совет, чтобы обсудить войну с Францией, но лорды настояли на том, чтобы он продолжил переговоры и смягчил требования. В последующих переговорах Генрих заявил, что он откажется от своих притязаний на французский трон, если французы выплатят оставшиеся 1,6 млн крон от выкупа за короля Иоанна II, плененного в битве при Пуатье (1356), и уступят Англии Нормандию, Турень, Анжу, Бретань, Фландрию и Аквитанию. Генрих собирался жениться на принцессе Екатерине, молодой дочери Карла VI, и получить приданое в 2 млн крон. Французы ответили, что согласны на брак, но в качестве приданого могут предложить лишь 600000 крон, а также часть Аквитании. Переговоры застопорились. В декабре 1414 года английский парламент поддержал введение «двойной субсидии» — двойного налога на войну с Францией. 19 апреля 1415 года Генрих снова попросил Большой совет санкционировать войну с Францией, и на этот раз Совет дал согласие.

## Осада
Во вторник 13 августа 1415 года Генрих V высадился в Шеф-ан-Ко в устье Сены и атаковал Арфлёр во главе армии из 2000 рыцарей и 6000 лучников. Французский гарнизон порта насчитывал всего 100 человек во главе с двумя опытными рыцарями — де Эстутвилем и де Гокуром (который привел в город ещё 300 воинов).
18 августа Томас Ланкастер, 1-й герцог Кларенс, во главе части армии разбил лагерь на дальней, восточной стороне города. Это означало, что город был полностью блокирован.
Детали осады мало известны, но, вероятно, она проходила по канонам конца средневековья. После того, как стены были серьёзно повреждены залпами двенадцати больших орудий, Генрих начал планировать общий штурм. Но лидеры города попросили почетного перемирия: если бы французская армия не пришла на помощь городу до 23 сентября, он сдался бы англичанам.
В итоге Арфлёр открыл ворота перед захватчиками ещё 22 сентября. Французские рыцари были условно освобождены, чтобы собрать выкуп, горожане, которые были готовы присягнуть Генриху, получали право остаться в городе, в то время как остальным было приказано уйти.

## Последствия
Во время осады английская армия сильно пострадала от дизентерии (тогда известной как «кровавый понос»), который терзала солдат и после сдачи города. Генрих оставил небольшой гарнизон в городе и в понедельник 8 октября отправился с остальной частью армии на Кале. Он искал незащищенный или слабо защищенный мост или брод на реке Сомма в надежде проскользнуть мимо французской армии, но, хотя он пересек Сомму, ему не удалось уклониться от битвы при Азенкуре.

## В культуре
Осада города как одна из кульминационных сцен фигурирует в пьесе Уильяма Шекспира Генрих V, а также изображается во всех кинематографических адаптациях пьесы, в том числе в фильме Лоуренса Оливье 1944 года, фильме Кеннета Браны 1989 года и телефильме 2012 года.